# 多蒋敷
多 蒋敷（おお の こもしき）は、飛鳥時代の豪族。姓は臣。

## 記録
多臣氏は『新撰姓氏録』「左京皇別」によると、「出自諡神武皇子神八井耳命」とある。『古事記』中巻、『日本書紀』巻第四綏靖天皇即位前紀にも同様の記述があり、『和州五郡神社神名帳大略注解』所引の久安5年（1149年）の「多神社注進状」には、蒋敷は太安万侶の祖父とされている。
蒋敷自身については何の事績も残されていないが、『日本書紀』巻第二十七、天智天皇即位前紀によると、斉明天皇7年（661年）、同母妹を百済王族の扶余豊璋の妻としたという一点のみで名が伝えられている。豊璋には同時に織冠が授けられている。
中大兄皇子の意図としては、倭国が豊璋を臣下として位置づけ、属国として百済を冊封しようとしたわけであり、加えて倭国の朝廷の権威を背景に持つ女性が百済王の後宮に入り、その子が百済王を継承すれば、倭国の「東夷の小帝国」構想が実現し、百済支配はより強固なものとなるはずだった。もっとも、官位相当の制未成立状態の日本においては、中国皇帝による冊封とは異なり、体系的なものではなく、矮小なものでしかなかった。
多氏から豊璋の妃が選ばれた要因としては、当時の倭国には大王家の女子を海外に嫁がせるという発想がなく、前述のように多氏が皇室の親族であり、本拠地である大和国十市郡飫富郷（おおごう）（現在の奈良県磯城郡田原本町大字多）に多神社を祭る、祭祀部門においても特別な一族であった。いわば、多氏は天皇家の皇女に準ずる存在であったわけである。
蒋敷の妹が豊璋と結婚後、どのような運命を辿ったのかは、不明である。同時に、蒋敷自身もその後どうなったのかもわかってはいない。判明しているのは息子の品治（ほんじ）が壬申の乱で大海人皇子（天武天皇）側の武将として活躍した、ということなどや、その子の安万侶が『古事記』を筆録したことなどである。
多氏は、『書紀』巻第二十九によると、天武天皇13年11月（684年）に、他の52氏と共に朝臣の姓を授けられている。